# 朴宣浩
朴宣浩（1993年5月9日—），韓國男演員。名字意涵來自宣揚之「宣」與浩大之「浩」，經紀公司則另外寫作朴宣澔。

## 演藝經歷
朴宣浩從小的夢想為成為偶像，因而於16歲時進入STARSHIP娛樂，成為練習生之一員。在練習生生涯中，他曾兩度有機會成為偶像團體的成員（Boyfriend及MONSTA X），但最後皆被淘汰。於是，他轉向演員方面發展，並加入了演員經紀公司Sidus HQ。在成為演員數年後，他開始在日日連續劇（日日劇）上獲得擔任主角的機會，包括在2016年的《重新開始》和2017年的《I am Sorry 姜南九》。但由於該等劇集的觀眾群較窄，加上鮮有海外觀眾收看該等劇集，故演出後的迴響不大。在演畢兩劇後，朴宣浩穩定地在黃金時段的劇集擔任配角角色，至2019年在綜合編成頻道MBN上首度擔任黃金時段劇集主角。
由於朴宣浩視自己未能成為偶像為人生的遺憾，故參與2019年的選秀節目《PRODUCE X 101》，將此次嘗試視為最後一次機會。在該節目上，他為參賽者中年紀最大的參賽者。而在節目播出後，他開始受大量關注，當中以其反覆的演藝經歷最令大眾感興趣。
2020年8月10日入伍服役，2022年2月9日退伍。

## 影视作品

### 電視劇
- 2013年：MBC《黃金彩虹》飾演 金零元／Foever Micinski
- 2014年：Naver TVcast《戀愛細胞》飾演 馬大忠
- 2015年：MBC《輝煌或瘋狂》飾演 王位
- 2015年：tvN《沒禮貌的英愛小姐14》飾演 朴宣浩
- 2016年：MBC《重新開始》飾演 姜志旭
- 2016年：SBS《I am Sorry 姜男具》飾 姜男具／申民俊
- 2017年：MBC《醫療船》飾演 金在煥
- 2018年：tvN《致忘了詩的你》飾演 韓柱容
- 2019年：MBN《最棒的炸雞》飾演 朴最棒
- 2020年：OCN《RUGAL》飾演 李光哲
- 2022年：Coupang Play《觸G核心》飾演 姜仁燦
- 2022年：ENA《鬼怪出租车》飾演 金信宇

### 電影
- 2014年：《少女怪談》
- 2018年：《冠軍大叔》

### 音乐录影带
- 2011年：SISTAR19《Ma Boy》
- 2013年：SISTAR《Give It To Me》

### 綜藝節目
- 2019年：Mnet《PRODUCE X 101》

## 外部連結
- 朴宣浩的Instagram帳戶
- Naver搜索 （页面存档备份，存于）